# Хамдуши, Хишам
Хишам Хамдуши (араб. هشام الحمدوشی‎; род. 8 октября 1972, Танжер) — марокканский и французский шахматист, гроссмейстер (1994).
Десятикратный чемпион Марокко (1988, 1989, 1992, 1993, 1994, 1995, 1997, 2001, 2002, 2003, 2004 гг.). Чемпион Франции 2013 г.. 4-кратный победитель командного чемпионата Франции в составе «Clichy Échecs 92».
В составе сборной Марокко участник девяти шахматных олимпиад (1988—1996, 2000, 2004—2008 гг.).
В составе сборной Африки участник 2-го командного чемпионата мира (1989 г.).
Участник межзонального турнира (1993 г.), нокаут-чемпионатов мира ФИДЕ (1997—1998, 1999, 2000, 2001—2002, 2004), Кубка мира ФИДЕ (2005).

## Изменения рейтинга
| Графики недоступны из-за технических проблем. См. информацию на Фабрикаторе и на mediawiki.org. |